# Matthias Hardt
Matthias Hardt (* 16. Juni 1960 in Gummersbach) ist ein deutscher Historiker.
Matthias Hardt absolvierte von 1980 bis 1987 das Studium der Geschichte, Germanistik sowie Vor- und Frühgeschichte an der Universität Marburg. Anschließend bekleidete Hardt verschiedene Mitarbeiterstellen, bevor er ab 1997 zur Projektgruppe Germania Slavica des damaligen Geisteswissenschaftlichen Zentrums Geschichte und Kultur Ostmitteleuropas, dem heutigen Leibniz-Institut für Geschichte und Kultur des östlichen Europa (GWZO) stieß. Im Sommersemester 1999 wurde er in Marburg mit der von Hans K. Schulze und Jürgen Petersohn betreuten Arbeit Gestalt und Funktion frühmittelalterlicher Königsschätze promoviert. Seit 2000 ist Hardt Fachkoordinator für mittelalterliche Geschichte und Archäologie am GWZO. Seit Februar 2013 lehrt Hardt als Honorarprofessor für frühe Geschichte und Archäologie Mitteleuropas an der Universität Leipzig.
Hardt veröffentlichte zahlreiche Publikationen zur Geschichte des frühen und hohen Mittelalters und Ostmitteleuropas, darunter zur Geschichte der Elbslawen im frühen und hohen Mittelalter. Er ist seit 2014 Mitglied der Historischen Kommission für Hessen und Mitglied der Historischen Kommission zu Berlin.

## Schriften (Auswahl)
- mit Melanie Augstein: Sächsische Leute und Länder. Benennung und Lokalisierung von Gruppenidentitäten im ersten Jahrtausend. Krebs, Wendeburg 2019.
- mit Orsolya Heinrich-Tamáska (Hrsg.): Macht des Goldes, Gold der Macht. Herrschafts- und Jenseitsrepräsentation zwischen Antike und Frühmittelalter im mittleren Donauraum. Akten des 23. Internationalen Symposiums der Grundprobleme der Frühgeschichtlichen Entwicklung im Mittleren Donauraum, Tengelic, 16.–19.11.2011. Greiner, Weinstadt 2013.
- Gold und Herrschaft. Die Schätze europäischer Könige und Fürsten im ersten Jahrtausend (= Europa im Mittelalter. Bd. 6). Akademie Verlag, Berlin 2004, ISBN 978-3-05-003763-9.
- (Hrsg.): Inventing the pasts in North Central Europe. The national perception of early medieval history and archaeology. Lang, Frankfurt am Main 2003.